# Camden (Carolina del Norte)
Camden es un lugar designado por el censo ubicado en el condado de Camden en el estado estadounidense de Carolina del Norte. Es sede del condado de Camden. La localidad en el año 2010, tenía una población de 599 habitantes.

## Geografía
Camden se encuentra ubicado en las coordenadas 36°19′29.83″N 76°10′12.1″O / 36.3249528, -76.170028. 